# Rhynchostegium pectinatum
Rhynchostegium pectinatum är en bladmossart som beskrevs av Jean Édouard Gabriel Narcisse Paris 1898. Rhynchostegium pectinatum ingår i släktet näbbmossor, och familjen Brachytheciaceae. Inga underarter finns listade i Catalogue of Life.